# Papež Siricij
Siricij je bil rimski škof (papež) Rimskokatoliške cerkve od 22. december 384 do 26. november 399. * začetek 4. stoletja n. št. Rim (Italija, Rimsko cesarstvo); † 26. november 399 Rim (Italija, Rimsko cesarstvo).

## Življenjepis

### Težave s protipapežem
Že enajst dni po Damazovi smrti je bil izvoljen za papeža voditelj župnije  Svete Pudencijane v Rimu, ugledni duhovnik (prezbiter) Siricij. Ursin je zopet poizkusil srećo; vendar Rimljani niso dovolili, da bi se stvari zapletle tako, kot ob izvolitvi njegovega predhodnika Damaza. Tokrat se je postavil na njegovo stran tudi cesar Valentinijan; v svojem pismu izraža veselje nad njegovo izvolitvijo in poveličuje njegovo pobožnost v dopisu Pinijanu z dne 25. februarja 385. Verjetno je hotel s tem dokončati vse spletke v Ursinovem taboru. Cesar je pozneje dokazal svojo naklonjenost z darovanjem sredstev za obnovo in povečanje bazilike svetega Pavla, da je dosegla skoraj današnjo veličino; papež Siricij je 390 posvetil Baziliko svetega Pavla v Rimu, imenovano tudi bazilika svetega Pavla zunaj obzidja. Požar 1823 je - razen prezbiterija z dragocenimi mozaiki - skoraj vse uničil; v naslednjih desetletjih pa so jo polagoma spet obnovili.

Ursina so zopet izgnali iz Rima; tokrat je postal neapeljski škof, kjer je umrl okrog 391. 

### Nova politična in cerkvena razdelitev
Nasilnež Maksim je dal Priscilijana, ki so ga nekateri dolžili herezije, umoriti. Tako ravnanje so med mnogimi drugimi javno obsodili skupaj s Siricijem tudi milanski škof Ambrož in tourski škof Martin.

Cesar Teodozij je še zadnjič za kratko obdobje združil pod svojim žezlom celotno Rimsko cesarstvo od 392-395. Že 379 pa je Ilirik, ki je obsegal balkanske in podonavske dežele, razdelil po črti Kotor-Drina-Sava-Donava na vzhodni in zahodni Ilirik. Prvi je pripadel vzhodnemu, drugi zahodnemu rimskemu cesarstvu. Meja med njima je pomenila tudi mejo med latinsko in grško kulturo - in se je obdržala vse do današnjih dni. Novo razdelitev pa je rimski patriarhat upošteval toliko, da je za pokrajine vzhodnega Ilirika ustanovil poseben apostolski vikariat s sedežem v Solunu, ki je bil tesno povezan z Rimom, dokler ga ni 732 cesar Leon III. nasilno priključil carigrajskemu patriarhatu, ki pa takrat še ni bil pretrgal cerkvene povezave z Rimom. 
Siricij je doživel, da je Teodozij, ki je postal edini vladar v celotnem cesarstvu, prepovedal poganske žrtve, obiskovanje poganskih templjev ter odložil naslov „Pontifex Maximus”, ki ga je takoj prevzel papež.
Vse to je bilo v Ambroževem in zahodnjaškem prepričanju – v nasprotju z vzhodnjaškim gledanjem, po katerem je cesar imel absolutno oblast ne le v državi, ampak tudi v Cerkvi – da „cesar ni nad Cerkvijo, ampak v Cerkvi”. 

### Papeški dekretali
Hispanski škof Himerij iz Taragone je že Damazu poslal 14 vprašanj v zvezi s cerkveno disciplino; ker je on umrl, je v zvezi s tem njegov naslednik papež Siricij napisal kot odgovor 10. februarja 385 papeške dekretale; to so prvi dekretali, ki so ohranjeni v celoti. Naslednje leto, 6. januarja 386, je sklical sinodo osemdesetih škofov v Rimu; svoje in sinodalne odloke  je - v svesti si svoje vrhovne oblasti v Cerkvi - kot obvezne sporočil ne le Himeriju v Španijo, ampak mu je naročil, naj jih pošlje naprej škofom Galije in Afrike:
- arijanci, ki se vrnejo v katoliško Cerkev, ne smejo biti ponovno krščeni;
- slovesno krščevanje odraslih se sme opravljati samo o veliki noči in na binkošti;
- spokorno prakso je treba omiliti;
- škofje, duhovniki in diakoni morajo biti preizkušeni v kreposti, živeti v celibatu ter biti stari vsaj 30 let. Duhovniki in diakoni, ki so že poročeni, pa naj se vzdržijo zakonskih dejanj;
- nikogar ni mogoče posvetili za škofa brez soglasja apostolskega sedeža.[7]

Njegov pontifikat je zaznamovala tudi obsodba in izobčenje meniha Jovinijana, ki je trdil, da je Marija izgubila devištvo s porodom Jezusa in da sta z Jožefom po Jezusovem rojstvu imela še druge otroke.

### Določbe
Dosedanji papeži so razlagali verski in nravni nauk ter pisali pisma – podobno kot drugi škofje – bolj v obliki zasebnih prošenj s poučevanjem, grožnjo in tolažbo. Pri Siriciju pa opažamo kar naenkrat čisto nov slog: uradni slog cesarskih odlokov, ki v zahtevni obliki trdo izreka ukaze ali prepovedi, ne da bi  razloge pojasnjeval.
- Siricij se je prvi imenoval v svojih odlokih za papeža [10], kakor tudi za velikega duhovnika [11].

## Smrt in češčenje
Papež Siricij je umrl 26. novembra 399 v Rimu.
Pokopan je v baziliki svetega Silvestra v bližini Priscilinega pokopališča na Via Salaria v Rimu. 

V Rimski martirologij, v seznam svetnikov, ga je vpisal Benedikt XIV. 

### Ocena
- Spoznavalec papež Siricij je v petnajstih letih vodenja Petrove dediščine veliko napravil v prid papeškega ugleda in okrepitve cerkvene discipline.

- Nekateri menijo, da ni rimski škof Siricij prvi, ki se je imenoval papež in da ni prvi, ki je nosil naziv Pontifex maximus [15].